# Lars Johnsson (innebandyspelare)
Lars Johnsson, född 1975, är en svensk före detta innebandyspelare som för närvarande är sportchef i superligaklubben Storvreta IBK.